# Markiplier
Markiplier, de son vrai nom Mark Edward Fischbach, est un vidéaste, producteur, acteur et podcasteur américain principalement actif sur la plateforme YouTube, où il réalise depuis 2012 de diverses vidéos (jeux vidéo, challenges, vlogs, mini-séries...). 
En janvier 2024, sa chaîne possède plus de 36.2 millions d'abonnés et cumule 20 milliards de vues.

## Biographie

### Enfance et adolescence
Fischbach est né le 28 juin 1989 dans un hôpital militaire d'Honolulu sur l'île d'O'ahu, à Hawaï. Son père servait dans l'armée lorsqu'il a rencontré sa mère d'origine sud-coréenne. Après sa naissance, sa famille et lui partent vivre à Cincinnati dans l'Ohio où il grandit. Il termine ses études secondaires au Milford High School en 2007 et poursuit ensuite des études en génie biomédical à l'université de Cincinnati, et le temps d'un semestre, dans les Beaux-Arts[réf. nécessaire], avant d'abandonner ses études au profit de sa carrière sur YouTube,. Son père décède d'un cancer des poumons alors que Mark a 18 ans. Plus tard, Mark subit une appendicectomie et se voit diagnostiquer une tumeur au niveau de la glande surrénale. Cette période d'hospitalisation, faisant suite à une rupture et à la perte de son emploi, est douloureuse pour lui et l'incite à réfléchir sur l'état de sa vie ainsi qu'à en redéfinir le but.

### Carrière sur YouTube
Fischbach crée sa chaîne YouTube sous le nom de "Markiplier" le 6 mars 2012 et poste sa première vidéo le 4 avril de la même année. Son premier Let's Play concerne Amnesia: The Dark Descent, et ceux qui suivent lui permettent de gagner un début de notoriété pour l'époque. Peu après, cette première chaîne rencontre des problèmes avec AdSense, forçant le vidéaste à créer une nouvelle chaîne initialement nommée "markiplierGAME" et qui sera plus tard renommée en "Markiplier".
Certains des aspects qui rendent son contenu unique à l'époque sont ses réactions parfois spectaculaires, notamment aux jumpscares, ainsi que sa propension à donner des surnoms aux objets qu'il rencontre dans les jeux, comme Long Leg Larry (littéralement Larry Longue Jambes) ou Tiny Box Tim (Tim Petite Boîte en français), qui deviennent des symboles largement reconnus par les fans.
En 2014, ses vidéos sur le jeu Five Nights at Freddy's font décoller sa popularité, demeurant à ce jour parmi les plus vues de la chaîne; c'est aussi durant cette année que Mark décide de déménager à Los Angeles.
Fischbach signe en novembre 2016 avec l'agence de talents William Morris Endeavor (WME). Son premier projet avec WME est la tournée "You're Welcome Tour", au printemps 2017 dans lequel performe d'autres Youtubers (Bob Muyskens, Wades Barnes, Tyler Schied et Ethan Nestor. La tournée consiste en 31 performances et se promène aux États-Unis et en Europe. Le spectacle inclus de la comédie, des éléments d'improvisation, des scènes musicales et la participation du public.
En 2017, Fischbach commence à consacrer plus de temps à la comédie et réalise des projets de plus grande ampleur, notamment une aventure interactive à la manière d'un livre-jeu en vidéo dont le déroulement dépend donc des choix du spectateurs ("A Date With Markiplier") et une mini-série dans le style d'un polar à huis clos ("Who Killed Markiplier?"). 
Le 30 octobre 2019, il publie une nouvelle vidéo interactive sur YouTube Original, "A Heist With Markiplier". Moins de deux semaines plus tard, le 13 novembre 2019, il lance en collaboration avec Ethan Nestor de la chaîne CrankGameplays, la chaîne YouTube "Unus Annus" ("une année" en latin), dont le principe fondateur était de publier une vidéo par jour pendant exactement une année, avant de supprimer définitivement la chaîne et son contenu une fois cette année écoulée. Le but de cette expérience était de faire réfléchir les spectateurs sur les sujets du temps, de la mort et du deuil. La chaîne a été effacée par Fischbach et Nestor le 14 novembre 2020.
En avril 2022, après plus d'un an de travail, il sort la première partie d'une troisième vidéo interactive, "In Space With Markiplier", avec un ton plus sérieux et plus sombre que les précédentes. La deuxième partie sort en mai 2022.

### Télévision, film et podcasts
Depuis 2017, Fischbach est la voix du personnage 5.0.5. de la série Villainous sur Cartoon Network.
Fischbach co-produit et performe en 2019 dans le podcast dramatique "The Edge of Sleep", qui sera renouvelé pour une deuxième partie en 2023. Le podcast est produit par QCode. Fischbach reprend son rôle dans la version télévisée produit par New Regency; elle est diffusée en 2024 sur Amazon Prime. 
Au côté de Wade Barnes et Bob Muyskens, Fischbach débute en mai 2021 le podcast Distractible.
En février 2022, Tyler Scheid et Mark Fischbach lance le Go! My Favorite Sports Team.
Fischbach annonce en 2022 le début de la production du film Iron Lung,, une adaptation d'un jeu d'horreur indépendant du même nom par David Szymanski. Il écrit, dirige, produit et finance lui-même ce projet dans lequel il acte également.

## Autres projets

### Activisme et philanthropie
Mark Fischbach participe à plusieurs évènements de diffusion en direct (streaming) pour des levées de fonds. La majorité des fonds amassés vont à des organismes contre le cancer en l'honneur de son père décédé d'un cancer des poumons en 2008.
Pour célébrer avoir atteint 20 millions d'abonnés en mars 2018, Mark annonce qu'il donne tous les profits de la vente de son calendrier caritatif "Tasteful Nudes" durant 48 heures; Il amasse ainsi 490 000$ pour le Cancer Research Institute et gagne le prix Oliver R. Grace en 2020.

### Business
Fischbach joint le conseil d'administration de l'éditeur de bande dessinée Red Giant Entertainment en 2014.
Il fonde avec un autre YouTubeur Seán McLoughlin (Jackscepticeye) la ligne de vêtement Cloak. La streameuse Imane Anys (Pokimane) se joint à l'équipe comme partenaire et directrice créative en 2020.

### OnlyFans
Le succès de la vente du calendrier "Tasteful Nudes" inspire Mark à ouvrir un compte OnlyFans dont les profits sont partagés entre le Cincinnati Children's Hospital et le World Food Program (Programme alimentaire mondial). Il annonce une série de conditions dont la première est de rendre le podcast Distractible le plus populaire sur les plateformes Spotify et Apple Podcast, la seconde de rendre Go! My Favorite Sports Team le plus populaire des podcasts sportifs. La troisième condition était de voir le documentaire Markiplier From North Korea, un documentaire racontant l'histoire de sa mère et la rencontre de Mark avec sa famille.
Les critères ont été remplis plus rapidement que prévu. Fischbach ouvre sa page OnlyFans en décembre 2022 et le trafic généré fait planter le site.